# L'Adoració dels Reis Mags (Museu Benaki)
L'adoració dels Reis Mags és una obra d'El Greco, realitzada a l'oli sobre taula cap a 1565. Juntament amb Sant Lluc pintant a la Mare de Déu, és la més occidental de les obres d'El Greco, fortament influïda pel manierisme italià.

## Anàlisi
No es coneix exactament el lloc on va ser realitzada aquesta taula, encara que nombrosos especialistes apunten que es va pintar a Venècia, a causa de la pèrdua de trets característics de l'art romà d'Orient i a l'ús de models clàssics. Una altra possible hipòtesi és que va ser pintada per a un client italià establert a Creta, lloc de residència del pintor.
És una de les obres més significatives d'El Greco, perquè mostra la transició entre la « «maniera greca»» i l'art renaixentista. És notòria la influència de Parmigianino, encara que l'artista no abandona l'ús del pa d'or. Tanmateix, les figures són més naturals, perden l'aura d'espiritualitat i santedat pròpia de l'art romà d'Orient. També introdueix la perspectiva i el moviment en la composició.